# Hanaka
Hanaka (tadż. Хонақоҳ (Khanaka)) – rzeka w Tadżykistanie, o długości 50 km, przepływająca przez miasto Hisar. Prawy dopływ Kofarnihonu.